# Les Feux
Les Feux (野火, litt. « incendies ») est un roman, lauréat du prix Yomiuri, de Shohei Ooka, publié en 1951 au Japon. Il décrit les expériences d'un soldat de l'armée impériale japonaise en déroute aux Philippines, dans le cadre de la bataille de Leyte et la bataille de la baie d'Ormoc, fin 1944, vers la fin de la Seconde Guerre mondiale.

## Résumé
L'histoire est racontée à travers les yeux d'un soldat, Tamura, qui, malade et rejeté par ses camarades de combat, choisit de déserter et erre sans but dans la jungle de l'île de Leyte pendant la campagne des Philippines. Tamura est forcé d'affronter la nature, la faim, sa propre mort et finalement le cannibalisme.

## Contexte et critique
L'ouvrage a d'abord été publié dans le magazine Tenbō de janvier à août 1951.
Le livre a reçu le prix Yomiuri. Il est, avec Furyo ki (Journal d'un prisonnier de guerre), le plus connu des romans d'Ooka. Une traduction en langue française par Selichi Motono a été publiée en 1957. Il en a été tiré en un film en 1959, réalisé par Kon Ichikawa.
Le traducteur anglais Ivan Morris, dans son introduction à sa traduction anglaise de 1957, a salué le livre comme l'un « des plus puissants de l'obscénité de la guerre qui ait jamais été écrits ». À son avis, les seuls autres romans comparables sur la Deuxième Guerre mondiale publiés jusque-là (1957) étaient Stalingrad de Theodor Plievier (1948) et Look Down in Mercy (en) de Walter Baxter (en) (1951).

## Personnages
- Tamura, soldat de première classe, lors de la retraite vers Palompon (Philippines), chassé de l'hôpital par les siens car il ne peut assurer sa nourriture, erre dans l'île de Leyte en butte aux bombardements américains et à la guérilla philippine
- Le caporal, resté un soldat discipliné dans la déroute
- Yasuda, soldat, pour survivre il tue et mange des « singes », en fait des soldats japonais errants
- Nagamatsu, soldat

## Traductions en français
- Shôhei O-Oka, Les Feux, roman traduit du japonais par Seiichi Motono, Éditions du Seuil, 1957
- Shôhei Ooka, Les Feux, traduction de Rose-Marie Makino-Fayolle, Éditions Autrement, coll. « Littératures », 1995  (ISBN 978-2862605142)

## Traductions en anglais
- Shôhei Ooka, Fires on the Plain, Secker & Warburg (en) (Grande-Bretagne) & Alfred A. Knopf (États-Unis), 1957
- Shôhei Ooka, Fires on the Plain, Tuttle Publishing, coll. Tuttle Classics, 1989  (ISBN 978-0804813792)

## Adaptations cinématographiques
- Feux dans la plaine (Nobi), un film japonais réalisé par Kon Ichikawa en 1959 avec Eiji Funakoshi
- Fires on the Plain (Nobi), un film japonais réalisé par Shinya Tsukamoto en 2014

## Citation
- « Les volcans éteints de la chaîne centrale de Leyte — que les yeux agonisants de tant de soldats vaincus avaient contemplés sous tant d'angles divers — profilaient leurs silhouettes en bosses de chameau sur le matutinal ciel rose vers lequel je montais.  »[3]